# Golfe Juan (Signac)
Pour les articles homonymes, voir Golfe Juan.
Golfe Juan est un tableau réalisé par le peintre français Paul Signac en 1896. Cette huile sur toile est un paysage pointilliste qui représente un chemin côtier offrant une vue sur le golfe Juan et ses voiliers. Passée entre les mains d'Antoine de La Rochefoucauld, l'œuvre est conservée depuis 1964 au Worcester Art Museum, à Worcester, dans le Massachusetts.